# Blocatge de branca esquerra
El blocatge de branca esquerra del feix de His (BBEFH) o, senzillament, blocatge de branca esquerra (BBE) és un trastorn de sistema de conducció elèctrica del cor que es pot veure en un electrocardiograma (ECG). En aquest trastorn, per afectació de la branca esquerra del feix de His, l'activació del ventricle esquerre del cor es retarda, la qual cosa fa que el ventricle esquerre es contragui més tard que el ventricle dret.

## Tipus electrocardiogràfics
- Blocatge incomplet de branca esquerra (BIBE) o BIBEFH: Quan el complex QRS és menor de 120 ms.
- Blocatge complet de branca esquerra (BCBE) o BCBEFH: Quan el complex QRS és de 120 ms o més.

## Causes
Entre les causes de BBE es troben:
- Estenosi aòrtica
- Miocardiopatia dilatada
- Infart agut de miocardi
- Malaltia de les artèries coronàries
- Malaltia primària del sistema de conducció elèctrica cardíaca
- Hipertensió de llarga durada que condueix a dilatació de l'arrel aòrtica i posterior regurgitació aòrtica
- Malaltia de Lyme